# Jean-François Van Cleemputte
Jean-François Van Cleemputte (Geraardsbergen, 2 maart 1811 - 2 maart 1865) was een Belgisch advocaat, rechter en voor de Liberale Partij

## Levensloop
Van Cleemputte was een zoon van de handelaar in ijzerwaren François Van Cleemputte en van Anne Van den Hoorde. Hij trouwde met Emilie De Baere.
Hij promoveerde tot doctor in de rechten (1833) aan de Universiteit van Luik en vestigde zich als advocaat bij de balie van Oudenaarde. In 1860 werd hij vrederechter in Geraardsbergen. In 1847 werd hij liberaal volksvertegenwoordiger voor het arrondissement Aalst en vervulde dit mandaat tot in 1852. Tevens was hij gemeenteraadslid van Geraardsbergen van 1855 tot 1860 en van 1864 tot 1865.